# Stecchiti & censiti
Stecchiti & censiti: l'enciclopedia illustrata di tutti i modi in cui si passa a miglior vita (The Portable Obituary: How the Famous, Rich, and Powerful Really Died) è un saggio pubblicato da Michael Largo nel 2007 (la prima edizione italiana è del 2008 a opera di Antonio Vallardi Editore, traduzione di Francesca Cosi e Alessandra Repossi).
In questo testo, utilizzando uno stile ironico, lo scrittore statunitense elenca in rigoroso ordine alfabetico più di 450 voci relative alle possibili cause di morte che possono colpire gli esseri umani (si va dall'affogare nella melassa alle malattie sessualmente trasmissibili, dalle montagne russe alla combustione spontanea). Il tutto è integrato da episodi di morte documentati e da 400 fotografie.